# Cantonul Mont-de-Marsan-Sud
Cantonul Mont-de-Marsan-Sud este un canton din arondismentul Mont-de-Marsan, departamentul Landes, regiunea Aquitania, Franța.

## Comune
- Benquet
- Bougue
- Bretagne-de-Marsan
- Campagne
- Haut-Mauco
- Laglorieuse
- Mazerolles
- Mont-de-Marsan (parțial, reședință)
- Saint-Perdon
- Saint-Pierre-du-Mont